# カミギン島 (バブヤン諸島)
カミギン島（カミギンとう、Camiguin Island）はフィリピン諸島ルソン島北部バブヤン諸島の島。カガヤン州カラヤンに属しており、Balatubat、Naguilian、Minabelの3つのバランガイが存在する。アパリの北北東55km程の位置にあり、西35km程の位置にフガ島、北西50km程の位置にカラヤン島、北55km程の位置にバブヤン島が存在する。北東22km程の位置には火山島のディディカス島が存在する。
島の面積は166km2で、2007年の人口は4582人であった。島内にはMinabel初等学校、Naguilian初等学校、Balatubat初等学校、カラヤン高校カミギン別館、カミギン学院などが存在する。島へはアパリから船が出ている。
カミギン島は長い場所で24km、幅12km程の島であり、北北東から南南西にかけて長い。島の海岸線は様々な深度の湾から構成され、島は急な丘や山が特徴的であり、島の中央部は海抜828mに達しており、島の南部では712mに達する活火山カミギン・デ・バブヤネスが存在する。島の海岸線から遠い場所は濃密な熱帯雨林からなる熱帯低地雨林となっており、斜面は草の密なサバンナのようになっている。島の北部や西部の川や小川に沿って一部集中して農地が存在する。
既知の固有動植物は比較的少なく、"Lycodon bibonius"などが存在する。また、マダラミズオオトカゲやパームシベットなどが存在する。作物としてはハラ・フルーツ（"Pandanus tectorius"）,ココナッツ、バナナなどのバショウ科などが存在する。
7月から10月にかけて台風の襲来の可能性が高まる。8月から11月にかけての秋が最も降水量が落ちる。12月から5月にかけては島は乾燥した北西季節風の影響を受ける。5月から9月にかけての季節が暖かい時期になっている。

## 註
1. ↑  NSCBの統計データ
2. ↑  D. ALLEN, C. ESPANOLA, G. BROAD, C. OLIVEROS and J. C. T. GONZALEZ: New bird records for the Babuyan islands, Philippines, including two first records for the Philippines. FORKTAIL 22 (2006): 57–70
3. ↑  The Monitor Lizards of Camiguin Island, Northern Philippines (PDF-Datei; 415 kB)Autoren:MARK ANTHONY P. REYES , DANIEL BENNETT und CARL OLIVEROS Publikation der Isla Biodiversity Conservation, Inc.
4. ↑  Camiguin Island auf Center for Community Development